# Þjazi
En la mitología nórdica, Þjazi era un gigante, padre de Skaði. Su más notable fechoría fue el rapto de la diosa Iðunn que es relatado en la Edda prosaica y en el poema escáldico Haustlöng.

## Skáldskaparmál

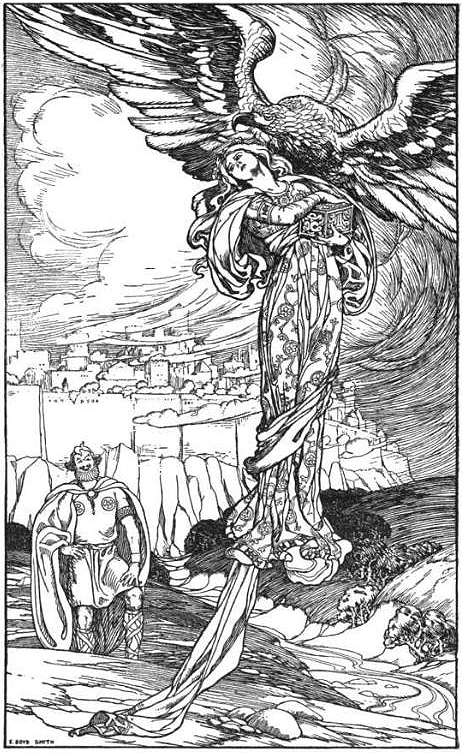
Pjazi rapta a Lounn en forma de águila, pintado por Elmer Boyd Smith

De acuerdo con Skáldskaparmál, los dioses Odín, Loki y Hœnir un día emprendieron un viaje a través de montañas y tierras salvajes hasta que necesitaron detenerse por comida. En un valle vieron una manada de bueyes, tomaron uno y se dispusieron a cocinarlo en un horno en la tierra, pero pronto vieron que no se cocinaba. Mientras intentaban determinar la razón de esto, escucharon a alguien hablando en el roble, encima de ellos, diciendo que él era el responsable de que la carne no se cocinara. Miraron hacia arriba y vieron a Þjazi bajo la forma de una gran águila y les dijo que si le dejaban comer del buey, él haría que el horno cocinase su comida. Aceptaron y bajó del árbol, comenzó a devorar gran cantidad de comida. Comía tanto que molestó a Loki, quien tomó su largo bastón e intentó golpearlo, pero el arma se pegó al cuerpo de Þjazi y levantó vuelo llevando a Loki consigo. Mientras volaba sobre la tierra, Loki gritaba y rogaba que le permitiera bajar, ya que sus piernas golpeaban contra los árboles y las piedras, a lo cual Þjazi prometió bajarlo con la condición de que atrajera a Iddun fuera del Asgard con sus manzanas de la juventud; lo cual Loki prometió hacer.
Luego en el momento acordado, Loki atrajo a Iðunn fuera del Asgard, a un bosque, diciéndole que había encontrado unas manzanas que ella debería tener, y que debía llevar sus manzanas para compararlas. Entonces Þjazi apareció bajo la forma de un águila, tomó a Iðunn y voló lejos con ella hasta su reino, Þrymheim, ubicado en Jötunheim.
Los dioses privados de las manzanas de Iðunn comenzaron a envejecer. Cuando se enteraron de que la última vez que fue vista Iðunn había sido en las afueras del Asgard y con Loki, lo amenazaron con torturarlo y matarlo si no iba a rescatarla. Loki tomó prestado el abrigo mágico de Freyja, el cual le permitiría tomar la forma de un halcón; luego voló hacia Jotunheim hasta que encontró la residencia de Þjazi. Encontró a Iðunn sola, mientras Þjazi se encontraba en un bote en el mar, Loki la transformó en una nuez y la llevó de regreso volando tan rápido como pudo. Cuando Þjazi regresó a su casa y descubrió que se había ido, tomó su forma de águila y voló detrás de Loki. Cuando los dioses vieron a Loki que volaba hacia ellos y Þjazi que iba justo detrás, encendieron una hoguera que quemó las alas de Þjazi y causó que cayera al piso, donde fue atacado y muerto.
La hija de Þjazi, Skaði, se puso su equipo de guerra y fue al Asgard a buscar venganza, pero los dioses le ofrecieron su expiación y compensación, hasta que su ira estuviera apaciguada. Se le dio como esposo a Njörðr y como mayor compensación Odín tomó los ojos de Þjazi y los colocó como estrellas en el cielo.
De acuerdo con Skáldskaparmál, Þjazi y sus hermanos Gang e Idi, tenían un padre llamado Olvaldi. Este era muy rico en oro, y cuando murió sus tres hijos dividieron la herencia entre ellos tomando cada uno de ellos en turno un bocado. Por esta razón la expresión "discurso de Þjazi, Gang o Idi" y "brillante conversación de Idi" son kenningars para oro. Los kenningars para Þjazi son "deidad de la escarcha con raquetas de nieve", o "el padre de la diosa que va en esquís".

## Grímnismál
En Grímnismál, durante las visiones de Odín de varias moradas de dioses y gigantes, se menciona a Þjazi en la estrofa 11:
"Þrymheim el sexto es llamado
donde Þjazi vivía, el terrible gigante,
pero ahora Skaði, la brillante novia de los dioses,
vive en el antiguo palacio de su padre"

## Hárbardsljód
De acuerdo con Hárbardsljód, estrofa 19, no fue Odín sino Thor quien convirtió los ojos de Þjazi en estrellas.
Thor dijo:
"Yo maté a Þjazi, el gigante de mente poderosa.
Yo arrojé los ojos del hijo de Olvaldi
en los brillantes cielos.
Ellos son el mayor símbolo de mis hazañas,
aquella que todos los hombres pueden ver.
Que estabas haciendo mientras, Harbard?"

## Lokasenna
En Lokasenna, en la estrofa 50, se menciona que no fue ni Odín ni Thor, sino Loki quien en durante una disputa verbal con Skaði se atribuyó la muerte de su padre.
Loki dijo:
"Sabes, si en una afilada roca, con las helados intestinos de mi hijo
los dioses me ataran,
en primer lugar, yo estuve en el asesinato
cuando atacamos a Þjazi"

## Hyndluljód
De acuerdo con un grupo de manuscritos interpolados que forman un grupo de estrofas que dan lugar a la Völuspá hin skamma, que fueron preservados en Hyndluljód, Þjazi es descrito como "el gigante que amaba cazar".

## Galería

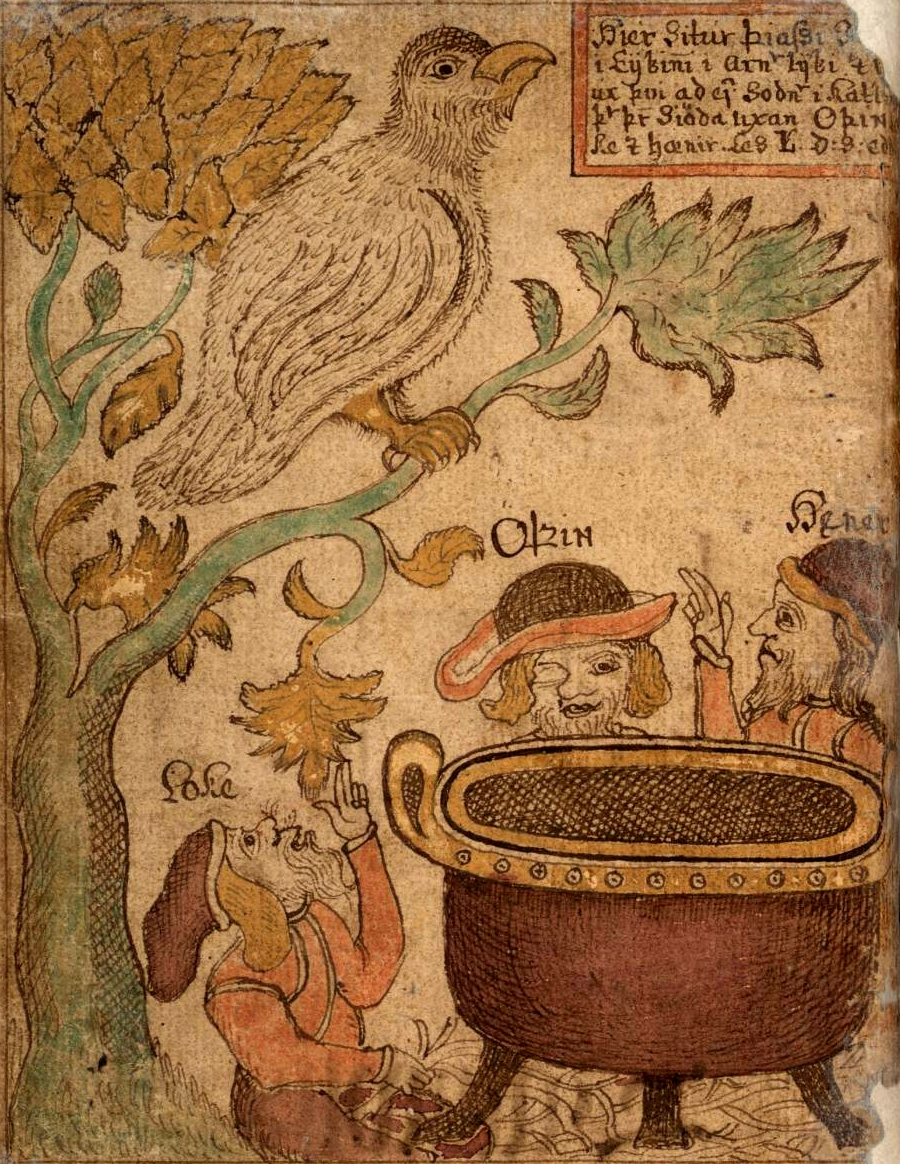
Þjazi evita que los Æsir hiervan la comida en esta ilustración de un manuscrito islandés del siglo XVIII.
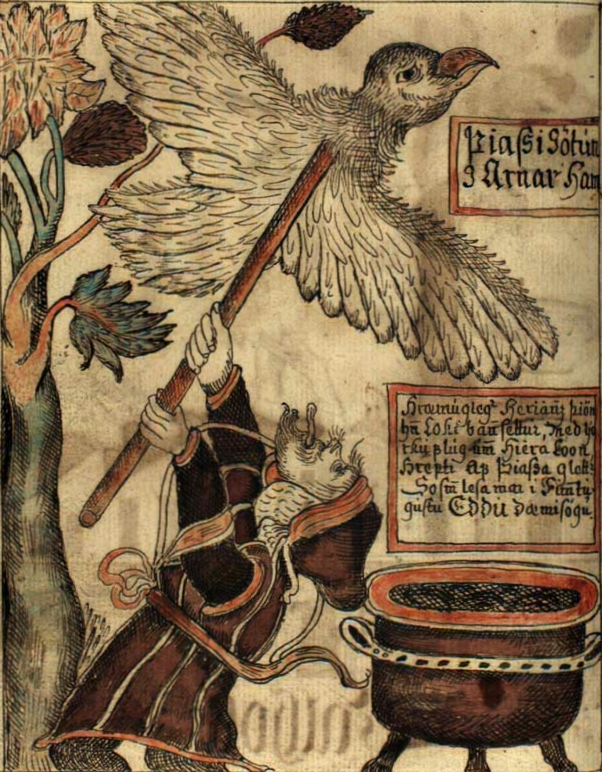
Otra representación de Þjazi como un águila, llevándose a Loki.